# Winterborne Kingston
Winterborne Kingston est une paroisse civile et un village du Dorset, en Angleterre.